# Aplicabilidad directa
La aplicabilidad directa (o la característica de regulaciones a ser efectivas directamente) es un concepto del derecho constitucional de la Unión Europea que impone directamente la aplicación de las leyes comunitarias (Reglamentos y Decisiones) sin necesidad de que los Estados adopten leyes nacionales para que se hagan efectivas. El mismo es tratado en el artículo 249 (ex art. 189) de los Tratados de Roma (enmendado por el Tratado de Niza).
Aunque a veces se confunde con la doctrina de efecto directo, la aplicabilidad directa refiere al hecho de que las regulaciones no requieran legislación implementatoria dentro de los Estados miembros, por ello tienen efecto tan pronto como son publicadas por la Comisión Europea en el Diario Oficial de la Unión Europea.
Quizás se puede explicar esta confusión con referencia a la disposición del tratado que gobierna las regulaciones que dispone que solo las regulaciones tienen aplicabilidad directa en los Estados miembros. La jurisprudenciainicial del Tribunal de Justicia de la Unión Europea sugiere que el 'efecto directo' fue una consecuencia de la aplicabilidad directa como lo pensaron los redactores del Tratado original quienes tuvieron la intención de que solo las regulaciones serían efectivas directamente. Sin embargo, la expansión de la doctrina del efecto directo a incluir directivas y otras medidas sirvió para crear una distinción entre la aplicabilidad directa y el efecto directo. Hoy en día, la aplicabilidad directa quiere decir que las regulaciones no requieren implementación doméstica, si el efecto directo solo fue considerado a ser una consecuencia de la aplicabilidad directa, entonces la relación ha sido rota por una serie de casos del TJUE.